# Christoph von Hartungen
Christoph Alexander von Hartungen noto anche col soprannome di "capitano Sandro" (Primiero, 5 maggio 1913 – ...) è stato un partigiano e militare italiano.
Fu una delle figure chiave del controspionaggio a favore delle formazioni partigiane nell'Italia settentrionale durante la seconda guerra mondiale.

## Biografia
Originario di una famiglia nobile del Trentino Alto Adige di origini viennesi, si diplomò alla scuola agraria di San Michele all'Adige ed insegnò successivamente in vari licei della regione. Dopo l'annessione di quel territorio al Regno d'Italia, decise di entrare a far parte dell'esercito italiano nel corpo degli alpini ove rapidamente raggiunse il grado di maggiore.
Rimasto nella carriera militare, durante il secondo conflitto mondiale venne costretto a sottostare al regime malgrado la sua netta opposizione ai metodi ed alle scelte del governo, dopo l'8 settembre 1943 decise segretamente di iniziare ad operare per il "governo del sud" che, grazie all'interessamento del generale Badoglio, lo rese l'anello principale di contatto del governo regio con l'Office of Strategic Services americano che stava pianificando l'invasione dell'Italia per la sua liberazione. Rimase attivo in questa funzione dal 1943 sino al 15 maggio 1945.
Nell'estate del 1944 opera a Comacchio assieme ad altri agenti dell'OSS del Veneto per poi trasferirsi a Milano ove prende contatto con la dirigenza della RSI, riuscendo a farsi nominare commissario prefettizio del comune lombardo di Magenta, una delle principali piazzeforti industriali dell'ovest-milanese dove l'attività partigiana era ad ogni modo molto presente. Rimane in questa carica per breve tempo dato il precipitare degli eventi, per poi fare ritorno nel regno del sud ove fonda il CAIAA (Comitato Apolitico Italo-Anglo-Americano), una formazione partigiana che ha lo scopo non solo di liberare il paese, ma anche di dargli una formazione istituzionale con stabilità e democrazia. Sarà proprio questo spirito che lo porterà a convincere Allen Welsh Dulles alla necessità di giungere ad un accordo con il CLNAI.
Nel 1945 venne paracadutato in Val Camonica ove collabora con l'OSS all'eliminazione delle ultime resistenze naziste nell'area del bellunese e dell'Alto Adige.